# Æthelberht II van Kent
Æthelberht II (gestorven 762) was koning van Kent. Na de dood van zijn vader, Wihtred van Kent werd het koninkrijk bestuurd door diens drie zonen Æthelberht II, Eadbert I en Aelfric.
Samen met zijn broers volgde hij zijn vader in 725 op als koning van Kent.
Æthelberht lijkt zijn beide broers te hebben overleefd en regeerde later samen met zijn neef Eardwulf. Hij stierf volgens de Angelsaksische kroniek in 762 (als gevolg van chronologische dislocatie opgenomen onder het jaar 760). Æthelberht lijkt een zoon te hebben gehad, Eadbert II.
Mogelijk trad een niet met name genoemde dochter van hem in het huwelijk met Ealhmund van Kent, koning van Kent in 784.
Er is een oorkonde bekend van voor zijn aantreden als koning, gedateerd op 11 juli 724, waarbij zijn vader als getuige bij de schenking optrad. Als koning vaardigde hij meerdere bewaard gebleven oorkonden uit, bevestigde hij een oorkonde van zijn broer Eadberht I en trad bij een oorkonde van zijn neef Eardwulf als getuige op. Hij stuurde ook een brief naar Bonifatius (748-754) om hem achter valken te vragen en stuurde tegelijkertijd ook geschenken met deze brief mee.
Tijdens de tweede helft van zijn Æthelberhts bewind stond Kent onder de opperheerschappij van Mercia. Æthelberht II slaagde er echter in zijn positie als koning van Kent te handhaven.

## Voetnoten
1. ↑  Beda, Historia ecclesiastica gentis Anglorum V 23 (Engelse vertaling).
2. ↑  Anglo-Saxon Charters S1180 (724).
3. ↑  Anglo-Saxon Charters S23 (732),
S24 (741), S25 (762).
4. ↑  Anglo-Saxon Charters S27 (738).
5. ↑  Anglo-Saxon Charters S30 (762; ca. 748 x 760).
6. ↑  Brief van koning Æthelberht van Kent aan Bonifatius (748-754) (Tangl, 105) (Engelse vertaling).